# محولا
مَحُولَا (بالعبرية: מְחוֹלָה) مَوْشَبٌ ديني أقيمت عام 1967 في غور الأردن شمال شرق الضفة الغربية على أراضي قرية بردلة في محافظة طوباس بالإضافة على أراضي قرية الفاتور في قضاء بيسان، وتقع إداريًا ضمن اختصاص مجلس غور الأردن الإقليمي. في عام 2018 كان عدد سكانها 575 مستوطنًا. تأسست هذه المستوطنة على يد أعضاء من منظمة بني أكيبا في عام 1967. وسميت نسبة إلى قرية آبل محولا الوارد ذكرها في الكتاب المقدس، والتي كانت واقعة في هذه المنطقة.

## الجانب القانوني
يعتبر المجتمع الدولي المستوطنات الإسرائيلية في الضفة الغربية غير قانونية بموجب القانون الدولي، لكن الحكومة الإسرائيلية تعارض ذلك.